# Sara Anzanello
Sara Anzanello (San Donà di Piave, 1980. július 30. – Milánó, 2018. október 25.) világbajnok olasz röplabdázó.

## Pályafutása

### Klubcsapatban
1995 és 1998 között a Volley Latisana, 1998–99-ben a Club Italia, 1999 és 2001 között az AGIL Trecate, 2001 és 2009 között az Asystel Novara, 2009 és 2011 között a GSO Villa Cortese játékosa volt. 2011 és 2013 között az azeri Azərreyl Baku együttesében szerepelt.

### A válogatottban
1998-ban mutatkozott be az olasz válogatottban. Tagja volt a 2002-es világbajnokságon aranyérmes és a 2005-ös Európa-bajnokságon ezüstérmes csapatnak. A válogatott tagjaként két világkupa győzelmet ért el (2007, 2011). 1998 és 2012 között 203 alkalommal szerepelt az olasz válogatottban.

## Halála
2013-ban Anzanello májtranszplantáción esett át, miután súlyos hepatitiszben szenvedett. Felépült betegségéből és visszatért a pályára, azonban 2017-ben leukémiát diagnosztizáltak nála. Egy évvel később, 2018 októberében, 38 éves korában hunyt el.

## Sikerei, díjai
- Világbajnokság
  - aranyérmes: 2002, Németország
- Európa-bajnokság
  - ezüstérmes: 2005, Horvátország
- Világkupa
  - győztes: 2007, 2011